# Eduardo Jumisse
Eduardo Tomás Luís Jumisse (ur. 6 czerwca 1984 w Maputo) – mozambicki piłkarz grający na pozycji pomocnika.

## Kariera klubowa
Karierę piłkarską Jumisse rozpoczął w klubie Maxaquene Maputo. W 2004 roku zadebiutował w jego barwach w pierwszej lidze mozambickiej. Grał w nim do końca 2009 roku. W 2010 roku przeszedł do Liga Muçulmana Maputo, z którym został mistrzem kraju.
W 2010 roku Jumisse został piłkarzem portugalskiego Portimonense SC. 13 sierpnia 2010 zadebiutował w nim w pierwszej lidze portugalskiej w przegranym 1:3 wyjazowym meczu z Bragą.
Wiosną 2011 Jumisse został wypożyczony z Portimonense do cypryjskiego Ermis Aradipu. Swój debiut w nim zanotował 14 lutego 2011 w przegranym 1:2 domowym spotkaniu z Alki Larnaka. W Ermis Aradipu grał do końca sezonu 2010/2011. W sezonie 2011/2012 grał w drugiej lidze Portugalii, w Leixões SC.
W 2012 roku Jumisse został zawodnikiem FC Vaslui. W lidze rumuńskiej zadebiutował 5 października 2012 w wyjazdowym meczu z Astrą Giurgiu (1:1). W 2014 przeszedł do Primeiro de Agosto. W 2017 roku grał w UD Songo, a następnie był zawodnikiem takich klubów jak: Gil Vicente FC (2017/2018), União Madeira (2018), CD Cinfães (2019) i Ferroviário Nampula (2019), w którym zakończył karierę.
| Sezon   | Klub                  | Kraj       | Rozgrywki                 | Mecze | Bramki |
| ------- | --------------------- | ---------- | ------------------------- | ----- | ------ |
| 2004    | Maxaquene Maputo      | Mozambik   | Moçambola                 | ?     | ?      |
| 2005    | Maxaquene Maputo      | Mozambik   | Moçambola                 | ?     | ?      |
| 2006    | Maxaquene Maputo      | Mozambik   | Moçambola                 | ?     | ?      |
| 2007    | Maxaquene Maputo      | Mozambik   | Moçambola                 | ?     | ?      |
| 2008    | Maxaquene Maputo      | Mozambik   | Moçambola                 | ?     | ?      |
| 2009    | Maxaquene Maputo      | Mozambik   | Moçambola                 | ?     | ?      |
| 2010    | Liga Muçulmana Maputo | Mozambik   | Moçambola                 | ?     | ?      |
| 2010/11 | Portimonense SC       | Portugalia | Primeira Liga             | 14    | 1      |
| 2010/11 | Ermis Aradipu         | Cypr       | Protathlima A’ Kategorias | 6     | 0      |
| 2011/12 | Leixões SC            | Portugalia | Segunda Liga              | 25    | 4      |
| 2012/13 | FC Vaslui             | Rumunia    | Liga I                    | 18    | 2      |
| 2013/14 | FC Vaslui             | Rumunia    | Liga I                    | 0     | 0      |
| 2014    | Primeiro de Agosto    | Angola     | Girabola                  | 25    | 1      |
| 2015    | Primeiro de Agosto    | Angola     | Girabola                  | 14    | 2      |
| 2016    | Primeiro de Agosto    | Angola     | Girabola                  | 18    | 2      |
| 2017    | UD Songo              | Mozambik   | Moçambola                 | ?     | ?      |
| 2017/18 | Gil Vicente FC        | Portugalia | Segunda Liga              | 7     | 0      |
| 2018/19 | União Madeira         | Portugalia | Liga 3                    | 1     | 0      |
| 2018/19 | CD Cinfães            | Portugalia | Liga 3                    | 2     | 0      |
| 2019    | Ferroviário Nampula   | Mozambik   | Moçambola                 | 18    | 3      |

## Kariera reprezentacyjna
W reprezentacji Mozambiku Jumisse zadebiutował 8 czerwca 2010 roku w przegranym 0:3 towarzyskim meczu z Portugalią. Od 2010 do 2016 roku rozegrał w kadrze narodowej 23 mecze.